# Троеглазов, Валерий Васильевич
Валерий Васильевич Троеглазов (род. 2 августа 1946, Алтайский край) — российский государственный деятель. С 1996 по 2000 годы — Глава города Иваново (областного центра субъекта РФ — Ивановской области).

## Биография
В 1973 году закончил Томский инженерно-строительный институт по специальности «автомобильные дороги». С 1973 по 1983 год работал в «Томскавтодоре» и «Мосавтодоре».
В 1983 году был переведён в Иваново главным инженером «Ивавтодора». В 1991—1996 году — начальник управления «Дормостстрой», генеральный директор АООТ «Дормостстрой». В 1994 году был избран депутатом Ивановской городской думы.
С 1994 по 1996 г.г. — Председатель Ивановской городской думы на неосвобождённой основе.
В 1996 году избран главой города Иваново, набрал 65 тысяч голосов (53 %) и уверенно опередив своих основных конкурентов: действующего мэра Сергея Круглова и бывшего заместителя главы администрации города Александра Грошева. В поддержку Троеглазова выступали Александр Лебедь, Святослав Федоров, Александр Руцкой.
На своем посту запомнился тем, что убрал один маршрут Ивановского трамвая, который проходил по Соковскому мосту. Позже он был снова ввёден. В момент правления Троеглазова случались веерные отключения электроэнергии.
В 2000 году выдвигал свою кандидатуру на пост губернатора Ивановской области. Позднее Троеглазов её снял. В этом же году он проиграл мэрские выборы Александру Грошеву.
После окончания срока полномочий Главы города работал генеральным директором АООТ «Дормостстрой».
Дважды в 1995 и 2003 году Валерий Троеглазов баллотировался в депутаты Государственной думы. Оба раза ему не удавалось победить в ивановском избирательном округе.
С 1999 по 2000 годы был Президентом футбольного клуба «Текстильщик» Иваново.
Женат, имеет двух дочерей.